# Trasporti in Algeria

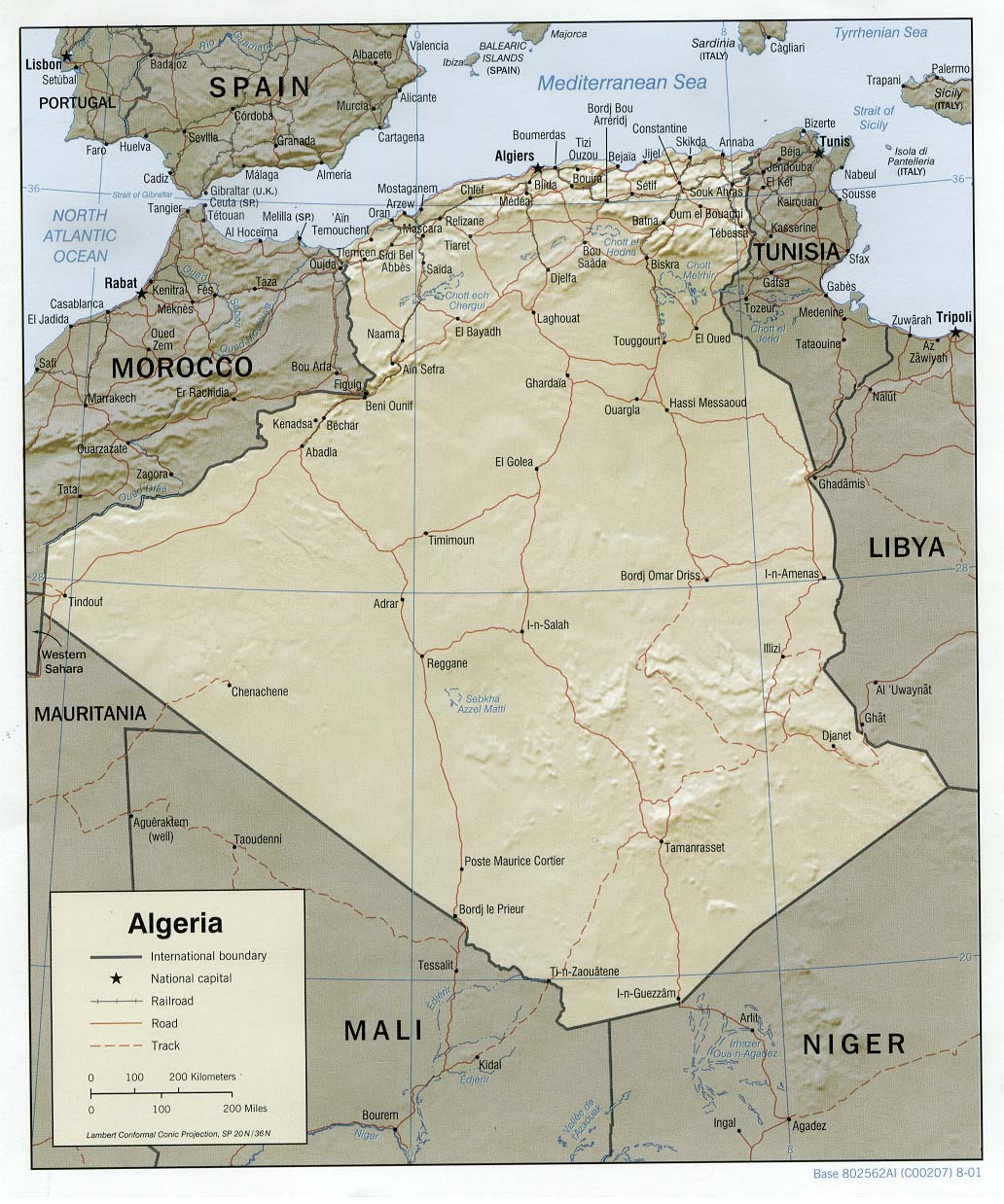
Algeria: carta geopolitica con rete ferroviaria e stradale

Questa voce raccoglie le principali tipologie di trasporti in Algeria.

## Trasporti su rotaia

### Rete ferroviaria
- Linee ferroviarie pubbliche: in totale 3.973 km, di cui 215 elettrificati.
  - a scartamento normale: 2.888 km
  - a scartamento ridotto (1055 m): 1.085 km
- Gestore nazionale: Société nationale des transports ferroviaires (SNTF).
- Collegamento a reti estere contigue
  - presente, ma disattivato dagli anni novanta: Marocco e Tunisia.
  - assente: Libia, Mali, Mauritania, Niger e Sahara Occidentale.

### Reti metropolitane
- Metropolitana di Algeri (inaugurato nel 2011); è in fase di costruzione la metropolitana di Orano (inaugurazione entro 2020)[1]

### Reti tranviarie
Il servizio tranviario è presente ad Algeri (inaugurato nel 2011), a Orano (inaugurato nel 2013), a Costantina (inaugurato nel 2013), a Sidi Bel Abbès (inaugurato nel 2017), a Ouargla (inaugurato nel 2018) e a Sétif (inaugurato nel 2018); in costruzione a Mostaganem (inaugurazione entro 2018-2019), ad Annaba e a Batna; in fase di progetto a Béchar, Béjaïa, Biskra, Blida, Chlef, Djelfa, Jijel, Mascara, M'Sila, Relizane, Skikda, Souk Ahras, Tébessa, Tiaret e Tlemcen.

## Trasporti su strada

### Rete stradale
Strade pubbliche: in totale 108.302 km (dati 2004).
- asfaltate: 76.028 km.
- bianche: 32.274 km.

Autostrade: in servizio 1.216 km (dati 2015).

### Reti filoviarie
Attualmente in Algeria non esistono filobus.

### Autolinee
In tutte le zone abitate sono presenti aziende pubbliche e private che gestiscono trasporti urbani, suburbani, interurbani e turistici esercitati con autobus.

## Trasporti aerei

### Aeroporti
In totale: 136.
- con piste di rullaggio pavimentate: 54.
- con piste di rullaggio non pavimentate: 82.

## Porti e scali

### Sul Mar Mediterraneo
- Algeri - capitale e porto principale
- Annaba
- Arzew
- Béjaïa
- Béni Saf
- Dellys
- Djendjene
- Ghazaouvet
- Jijel
- Mostaganem
- Orano
- Skikda
- Tenes